# 에덴의 동쪽 (소설)

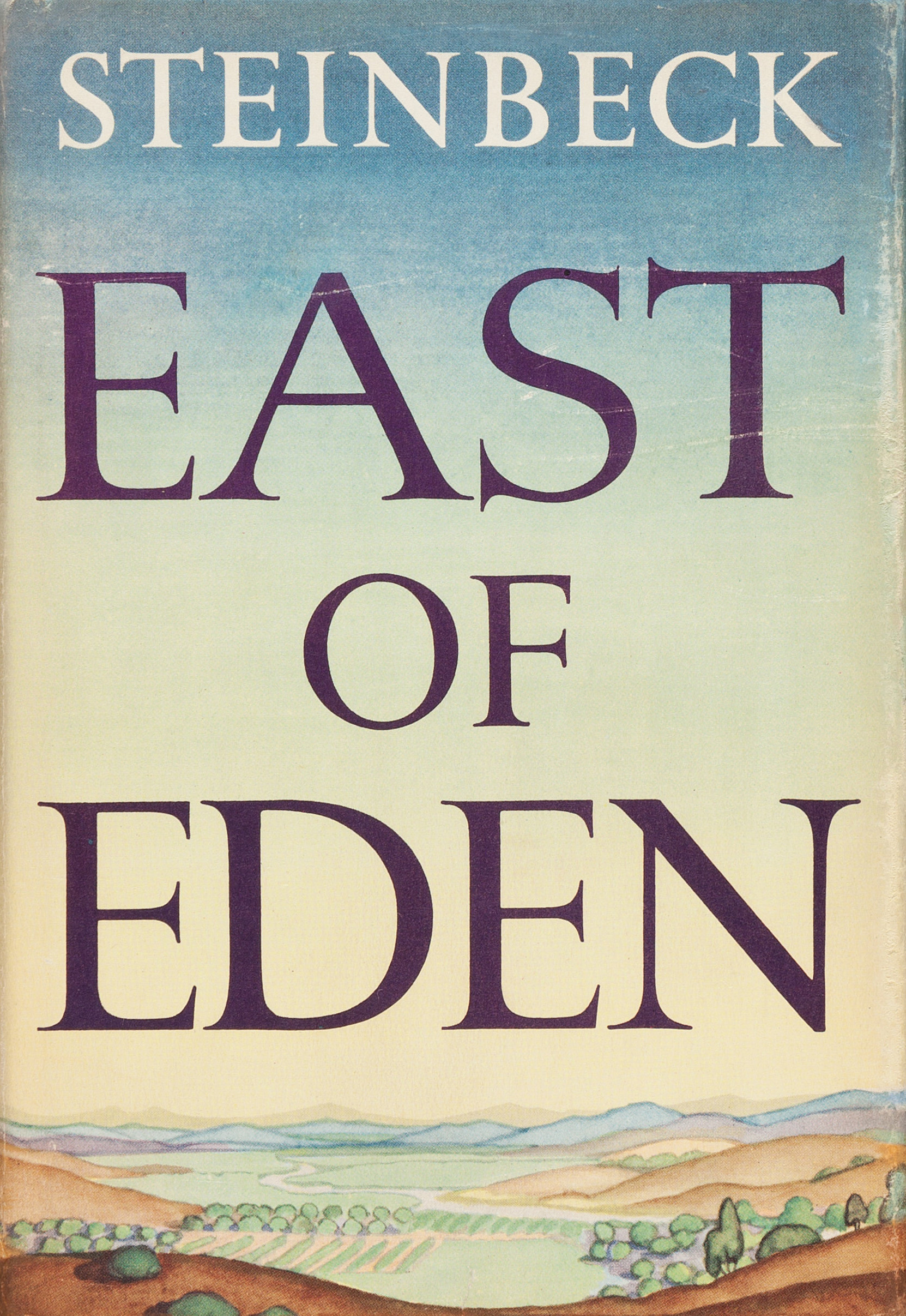

에덴의 동쪽(영어: East Of Eden)은 미국의 작가 존 스타인벡이 쓴 1952년의 소설이다. 캘리포니아주 살리나스를 배경으로, 아일랜드 이주민인 해밀튼 가와 동부에서 온 트라스크 가, 두 가문의 몇 대에 걸친 역사를 그린 작품이다. 제목은 구약성경 창세기에서 카인이 동생 아벨을 죽이고 에덴의 동쪽으로 도망쳤다는 구절에서 붙여졌다. 1955년 엘리아 카잔 감독, 제임스 딘 주연의 영화로도 제작되었다.